# 강서고등학교
강서고등학교(江西高等學校)는 대한민국 서울특별시 양천구 목동에 위치한 사립 고등학교이다.

## 학교 연혁
- 1981년 11월 1일 : 최용찬 박사가 강서고등학교 설립 계획을 제안하고 학교 법인 영도 의숙 이사회에서 가결
- 1982년 8월 15일 : 강서고등학교 신축 건물 착공
- 1982년 9월 3일 : 강서고등학교 설립인가를 신청
- 1982년 10월 13일 : 문교부장관으로부터 1개 학년 8학급씩 전 24학급으로 인가
- 1982년 11월 1일 : 신축 건물 2층까지 준공
- 1983년 2월 7일 : 초대 최수철 교장 취임
- 1983년 3월 4일 : 신입생 입학식을 거행
- 1983년 11월 1일 : 건물 5층 및 강당 준공(별관)
- 2002년 3월 2일 : 신축 건물 4층 준공 (정보관)
- 2009년 3월 2일 : 본관 후면 급식 식당 및 자기주도학습실 증축
- 2020년 3월 1일 : 제4대 최진원 교장 취임
- 2022년 1월 13일 : 제37회 졸업
- 2022년 3월 2일 : 1학년 12학급, 2학년 12학급, 3학년 12학급 (총 36학급)

## 참고 자료
- 강서고등학교 - 한국교육학술정보원 학교알리미